# DOF-адаптер
35mm / DOF (Depth-of-field) адаптер — оптическое устройство, предназначенное для установки съёмочной оптики, рассчитанной на большой размер кадра, на камеры с небольшой матрицей без потери поля зрения объектива. Такая технология используется при съёмке видеокамерами с небольшими матрицами для получения изображения с малой глубиной резкости, характерной для оптики, предназначенной для 35-мм киноплёнки. DOF адаптер позволяет использовать киносъёмочные объективы на относительно дешёвых видеокамерах HDTV вместо цифровых кинокамер в современном кинопроизводстве. Применение адаптера позволяет достичь так называемого «эффекта кино» при съёмке видеокамерой, получая привычный для художественного кинематографа характер изображения, поэтому довольно часто DOF адаптер называют также киноадаптером или 35-мм адаптером.
Кроме профессионального кинематографа, такие адаптеры используются в видеолюбительской практике для использования фотообъективов с бытовыми камерами.

## Принцип действия

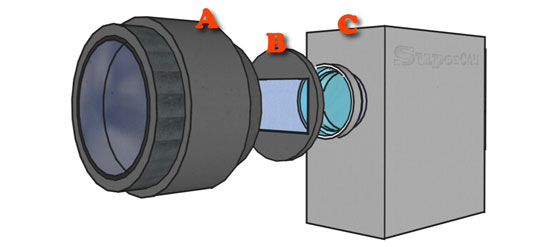
A — объектив, B — фокусировочный экран, С — камера.

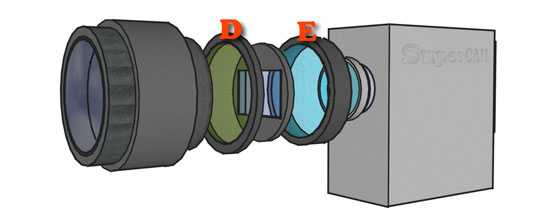
D — собирающая линза, Е — ахромат.

Работа адаптера основана на использовании промежуточного изображения, даваемого установленным на него объективом. Действительное изображение, которое строится объективом на промежуточной оптической поверхности, «считывается» объективом адаптера, создающим вторичное изображение на матрице камеры. Профессиональные адаптеры устанавливаются вместо объектива камеры в её байонет, а используемый объектив устанавливается в байонетное кольцо на передней стенке адаптера. Такой конструкцией обладает, например адаптер P+S Technic Mini 35C, выпускаемый в вариантах с байонетами для различной оптики. Более дешёвые адаптеры используют в качестве вторичного объектива штатный объектив видеокамеры и ахроматическую дополнительную линзу. В последнем случае на выходе камеры получается неперевёрнутое изображение, но световые потери снижают светосилу всей системы. При установке адаптера непосредственно в байонет камеры на матрице строится перевёрнутое изображение, но световые потери минимальны. Обратный переворот изображения осуществляется электронным преобразованием при монтаже или непосредственно в камере.
Для предотвращения эффекта виньетирования вследствие расхождения боковых пучков от промежуточной оптической поверхности, между ней и съёмочным объективом располагается собирающая плоско-выпуклая коллективная линза или линза Френеля. Коллективная линза строит изображение выходного зрачка съёмочного объектива во входном зрачке вторичного. Профессиональные адаптеры оснащаются собственным вторичным объективом, переносящим действительное изображение с минимальными потерями. Часто вторичный объектив оснащается собственной ирисовой диафрагмой, никак не влияющей на глубину резкости изображения, но позволяющей регулировать экспозицию, не меняя относительное отверстие съёмочного объектива.
Практические решения могут отличаться большей сложностью. В некоторых адаптерах используются механизмы, приводящие промежуточную оптическую поверхность в движение, для снижения заметности её структуры. Иногда используются составные многослойные экраны, дополнительные нейтральные фильтры для герметизации и защиты от пыли и т. п. Но общий принцип остается неизменным.

## Устройства адаптера

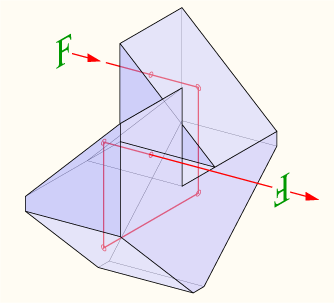
Оборачивающая призма

В конструкции каждого DOF адаптера есть:
- Промежуточная оптическая поверхность (матовое стекло);
- Байонетное кольцо для крепления адаптера к видеокамере;
- Байонетное кольцо крепления объективов на адаптере;

К дополнительным составляющим адаптера относятся:
- Собирающая линза.
- Ахроматическая линза.
- Оборачивающая призма (флип-модуль).

35-мм / DOF адаптер теоретически может быть использован с большинством видеокамер, хотя он является наиболее полезным в категории профессиональных цифровых HD камер. Термин 35-мм адаптер является условным, поскольку большинство конструкций рассчитаны на работу с объективами для 35-мм камер.

## Классификация
В своей классификации адаптеры разделяются на:
- Вибрационные — с вибрирующим матовым стеклом (JAG35, Miny)
- С радиально-вращающимся матовым стеклом (Letus, SGblade, P+S Technik).
- Статичные — со статичным матовым стеклом (Twoneil, Cinemek).

Статические (не движущиеся) адаптеры страдают большей потерей изображения, так как текстура матового стекла становится более заметна, что в некоторых случаях может использоваться как художественный эффект имитации «зерна» киноплёнки. В адаптерах с вибрирующим матовым стеклом при очень коротких выдержках размывание снижается, что влияет на качество изображения. Для видеосъёмки на коротких выдержках, лучше подходят адаптеры с радиально вращающимся матовым стеклом и возможностью регулировки скорости вращения стекла. К недостаткам ротационных моделей можно отнести потерю резкости вследствие радиального биения и соответствующего смещения матового стекла относительно фокальной плоскости.

## DOF adapters
- Miny
- Twoneil
- JAG35
- Modo35
- M2 Encore
- P+S Technik
- Letus 35 mm
- SGblade 35mm Image Converter